# Hilara galactoptera
Hilara galactoptera är en tvåvingeart som beskrevs av Gabriel Strobl 1910. Hilara galactoptera ingår i släktet Hilara och familjen dansflugor. Inga underarter finns listade i Catalogue of Life.

## Bildgalleri

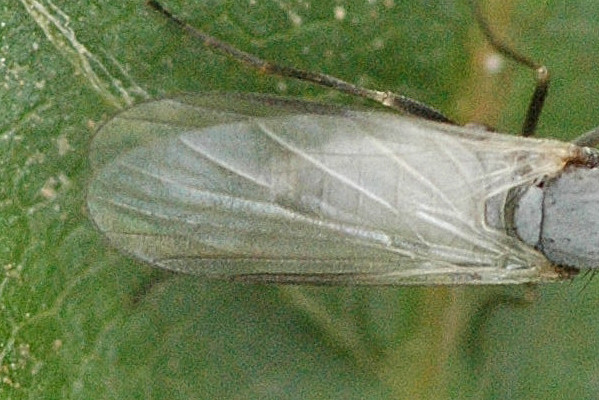